# Čakmut
Čakmut (in russo остров Чакмут?) è una piccola isola che si trova nelle acque del mare di Ochotsk, nell'Estremo Oriente russo. È situata nel liman dell'Amur vicino alla costa continentale, di fronte all'isola di Sachalin, poco a nord dello stretto di Nevel'skoj e dello stretto dei Tartari. Amministrativamente appartiene al kraj di Chabarovsk.
L'isola fu trasferita alla Russia dalla Convenzione di Pechino del 1860.

## Geografia
Čakmut ha la forma di una mezzaluna con lati di circa 300-400 m, a sud si allunga verso il continente con una striscia di terra. L'isola è separata dal continente da un canale poco profondo (40-60 cm) e largo 300 metri, che può essere superato anche a piedi, e si trova 13 chilometri a nord-ovest dall'insediamento di tipo urbano di Lazarev (Лазарев). La comunicazione con il villaggio è possibile solo via mare perché non ci sono strade.

### Isole adiacenti
A nord, vicino alla costa continentale si trovano le isole di Bol'šoj Čoma (Остров Большой Чома) e Malyj Čoma (Малый Чома) 52°23′52″N 141°12′01″E, e le isole Častye.